# Feijoada
Feijoada é uma designação portuguesa a um prato da culinária transmontana que se popularizou também nos demais países lusófonos como Brasil, Angola, Moçambique, Timor-Leste e Macau.
Consiste num guisado de feijão, normalmente com carne, e quase sempre acompanhado com arroz.
Com raizes no Norte de Portugal, hoje em dia constitui um dos pratos mais típicos das cozinhas portuguesas e brasileiras com as versões à transmontana, à poveira, à portuguesa, e à brasileira, sendo essa última adaptada pelo Brasil à base de feijões pretos, tornando-se o seu mais popular prato nacional.

## Informações gerais
Em Portugal, cozinha-se com feijão branco no noroeste (Minho e Douro Litoral) ou feijão vermelho no nordeste (Trás-os-Montes), e geralmente inclui também outros vegetais (tomate, cenouras ou couve) além de carne de porco ou de vaca, às quais se podem juntar chouriço, morcela ou farinheira.
No Brasil, a feijoada é feita com a mistura de feijões pretos e diversos tipos de carne de porco e de boi. É tradicionalmente servida com farofa, arroz branco, couve refogada e laranja fatiada, entre outros acompanhamentos. Esta versão, conhecida como feijoada à brasileira, teve sua primeira menção registrada em 2 de março de 1827, em um anúncio do Diário de Pernambuco, na cidade do Recife, O texto informava que, na Locanda d’Águia d’Ouro, na rua das Cruzes, às quintas-feiras era servida uma “excelente feijoada à brasileira, tudo por preço cômodo”.

### Tipos de feijoada

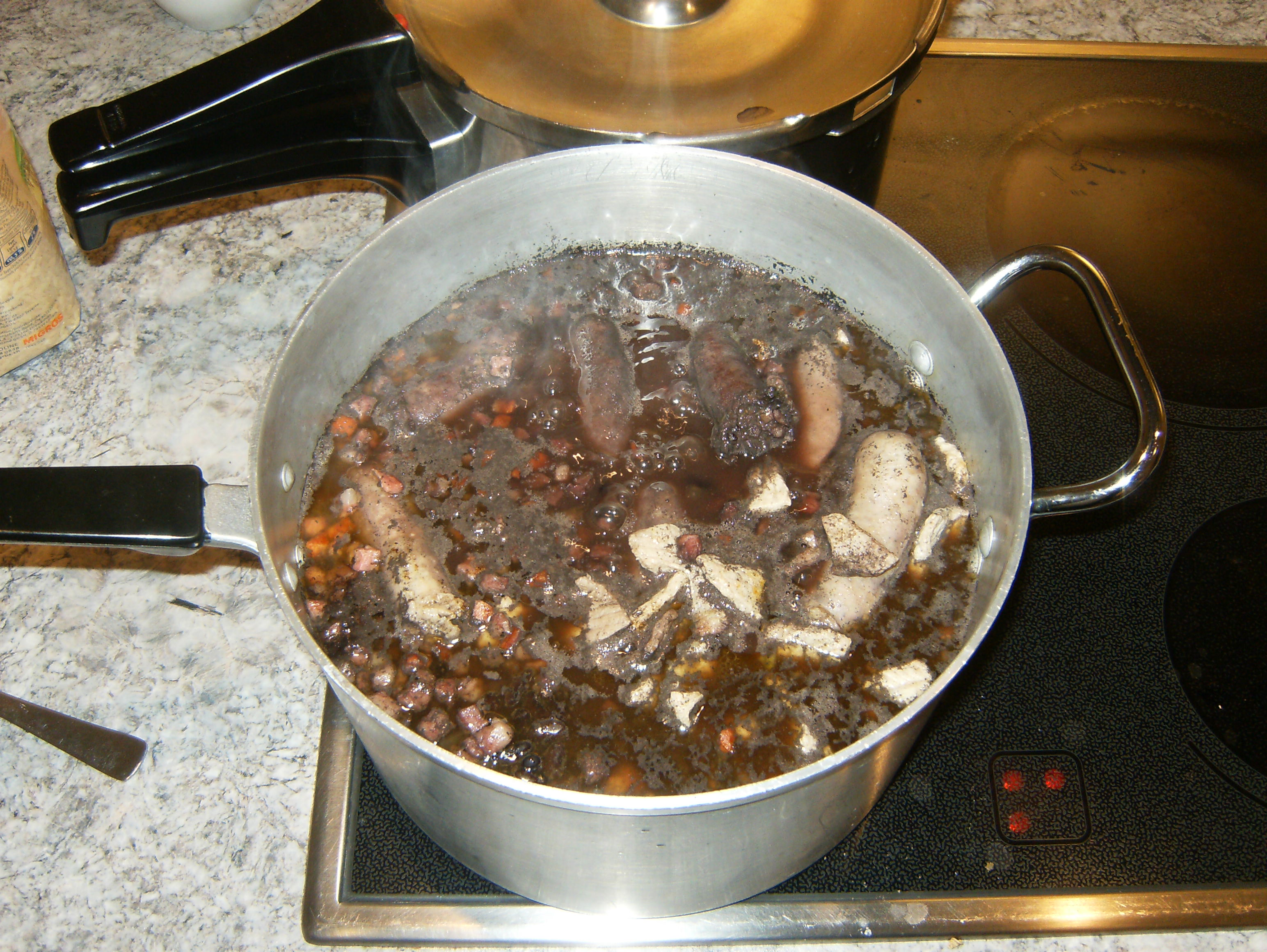
Feijoada na panela pronta para ser servida no Brasil

- Feijoada de Bacalhau, um prato típico português, com origem nos pescadores e que encapsula a rica tapeçaria de sabores inerente à culinária portuguesa, sendo uma fusão do bacalhau salgado, tipicamente português, das partes do lombo e dos samos, com feijão branco e tomate.
- Cachupa, prato típico de Cabo Verde, feito à base de feijão e grãos de milho cozidos, acompanhados com carne ou peixe e vegetais.
- Feijoada à brasileira, prato típico brasileiro feito à base de feijão preto, carnes salgadas de porco e bovina, guarnecido geralmente por arroz branco, farofa e couve refogada, podendo também ser acompanhado por frutas, molhos, carnes e frituras diversas. Em algumas variações regionais o feijão e as carnes são servidos separadamente.[8]
- Feijoada à transmontana, um prato da culinária portuguesa, feito a base de feijão vermelho e carne de porco.
- Feijoada poveira, um prato da culinária portuguesa, feito a base de feijão branco e pedaços de carne.
- Feijoada à moda do Ibo, um prato da culinária de Moçambique, feito com feijão local, galinha e camarão.
- Maniçoba, também conhecida como "feijoada paraense", não leva o feijão na sua preparação/ preparo, mas sim as folhas de maniçoba.